# Volby 2011

Klasifikace států světa podle občanské a politické svobody (Freedom House, 2011)
svobodné
částečně svobodné
nesvobodné

V roce 2011 se konaly tyto volby:

## Leden
| Datum        | Země                    | Volby        | Vítěz                     | Poznámky                  | Odkazy             |
| 9.-15. ledna | Jižní Súdán             | referendum   | pro                       | referendum o nezávislosti | ČT24 Lidovky iDnes |
| 23. ledna    | Středoafrická republika | prezidentské | François Bozizé (CN-KNK)  |                           | AFP                |
| 23. ledna    | Středoafrická republika | parlamentní  | CN-KNK                    |                           | AFP                |
| 23. ledna    | Portugalsko             | prezidentské | Aníbal Cavaco Silva (PSD) |                           | ČT24 Lidovky iDnes |
| 31. ledna    | Niger                   | parlamentní  | PNDS                      |                           | Senego             |
| 31. ledna    | Niger                   | prezidentské | Mahamadou Issoufou (PNDS) | 1. kolo                   | Senego             |

## Únor
| Datum     | Země                              | Volby        | Vítěz                 | Poznámky                             | Odkazy             |
| 6. února  | Kapverdy                          | parlamentní  | PAICV                 |                                      | Legislativas2011   |
| 13. února | Švýcarsko                         | referendum   | proti                 | zpřísnění pravidel pro držení zbraní | ČT24               |
| 13. února | Čad                               | parlamentní  | MPS                   |                                      | VOANews            |
| 18. února | Uganda                            | prezidentské | Yoweri Museveni (NRM) |                                      | ČT24               |
| 18. února | Uganda                            | parlamentní  | NRM                   |                                      | ČT24               |
| 20. února | Svobodné a hanzovní město Hamburk | zemské       | SPD                   |                                      | ČT24               |
| 25. února | Kosovo                            | prezidentské | Behgjet Pacolli (AKR) | nepřímé, prohlášeny za neústavní     | ČT24               |
| 25. února | Irsko                             | parlamentní  | Fine Gael             |                                      | ČT24 Lidovky iDnes |

## Březen
| Datum          | Země                   | Volby        | Vítěz                                    | Poznámky                 | Odkazy                      |
| 2. března      | Nizozemsko             | provinční    | VVD                                      |                          | ČT24                        |
| 3. března      | Wales                  | referendum   | pro                                      | rozšíření autonomie      | BBC News                    |
| 4. března      | Samoa                  | parlamentní  | HRPP                                     |                          | Samoa General Election 2011 |
| 6. března      | Estonsko               | parlamentní  | RE                                       |                          | ČT24                        |
| 8. března      | Mikronésie             | parlamentní  | nestraníci                               |                          | FSM Congress                |
| 12. března     | Niger                  | prezidentské | Mahamadou Issoufou (PNDS)                | 2. kolo                  | Senego                      |
| 13. března     | Benin                  | prezidentské | Yayi Boni (nez.)                         |                          | AED                         |
| 18.-19. března | Česko                  | senátní      | Jiří Dienstbier (ČSSD) Dan Jiránek (ODS) | doplňovací, 1. kolo      | ČT24                        |
| 19. března     | Egypt                  | referendum   | pro                                      | schválení ústavních změn | ČT24                        |
| 20. března     | Haiti                  | prezidentské | Michel Martelly (Repons Peyizan)         | 2. kolo                  | ČRo                         |
| 20. března     | Sasko-Anhaltsko        | zemské       | CDU                                      |                          | ČRo                         |
| 20.-27. března | Francie                | kantonální   | PS                                       |                          | ČT24                        |
| 25.-26. března | Česko                  | senátní      | Jiří Dienstbier (ČSSD)                   | doplňovací, 2. kolo      | ČT24                        |
| 26. března     | Nový Jižní Wales       | státní       | LPA                                      |                          | ABC News                    |
| 27. března     | Bádensko-Württembersko | zemské       | CDU                                      |                          | ČT24                        |
| 27. března     | Porýní-Falc            | zemské       | SPD                                      |                          | ČT24                        |

## Duben
| Datum     | Země       | Volby        | Vítěz                           | Poznámky       | Odkazy             |
| 3. dubna  | Kazachstán | prezidentské | Nursultan Nazarbajev (Nur Otan) |                | iDnes Lidovky ČT24 |
| 3. dubna  | Andorra    | parlamentní  | DA                              |                | Govern d'Andorra   |
| 7. dubna  | Kosovo     | prezidentské | Atifete Jahjaga (nez.)          | nepřímé        | ČN                 |
| 8. dubna  | Džibutsko  | prezidentské | Ismail Omar Guelleh (RPP)       |                | SME                |
| 9. dubna  | Nigérie    | parlamentní  | PDP                             |                |                    |
| 9. dubna  | Island     | referendum   | proti                           | splacení dluhu | ČRo                |
| 10. dubna | Peru       | prezidentské | Ollanta Humala (Gana Perú)      | 1. kolo        | ČT24               |
| 10. dubna | Peru       | parlamentní  | Gana Perú                       |                | ONPE               |
| 16. dubna | Nigérie    | prezidentské | Goodluck Jonathan (PDP)         |                | ČT24               |
| 17. dubna | Finsko     | parlamentní  | KOK                             |                | ČT24               |
| 25. dubna | Čad        | prezidentské | Idriss Déby (MPS)               |                | CENI               |
| 30. dubna | Laos       | parlamentní  | LPRP                            |                | m&c news           |
| 30. dubna | Benin      | parlamentní  | FCBE                            |                | Ivoire blog        |

## Květen
| Datum          | Země                          | Volby        | Vítěz             | Poznámky                | Odkazy                                                 |
| 2. května      | Kanada                        | parlamentní  | CPC/PCC           |                         | ČT24 iDnes ČN                                          |
| 5. května      | Spojené království            | referendum   | proti             | změna volebního systému | ČT24 iDnes Lidovky                                     |
| 5. května      | Wales                         | zemské       | Lab               |                         | BBC News                                               |
| 5. května      | Skotsko                       | zemské       | SNP               |                         | Pravda                                                 |
| 5. května      | Severní Irsko                 | zemské       | DUP               |                         | BCC News                                               |
| 5. května      | Spojené království            | komunální    | Cons              |                         |                                                        |
| 7. května      | Ekvádor                       | referendum   | pro               |                         | CNE                                                    |
| 7. května      | Niue                          | parlamentní  | nestraníci        |                         | Radio NZ                                               |
| 7. května      | Singapur                      | parlamentní  | PAP               |                         | GE                                                     |
| 8. května      | Albánie                       | komunální    | PD                |                         | Koha Jonë                                              |
| 11. května     | Mikronésie                    | prezidentské | Manny Mori (nez.) | nepřímé                 | Rulers                                                 |
| 18. května     | Jižní Afrika                  | komunální    | ANC               |                         | BusinessDay                                            |
| 19.-21. května | Seychely                      | prezidentské | James Michel (PL) |                         | State House Archivováno 3. 3. 2016 na Wayback Machine. |
| 22. května     | Vietnam                       | parlamentní  | CPV               |                         | People's Daily                                         |
| 22. května     | Kypr                          | parlamentní  | DISY              |                         | Aktuálně.cz                                            |
| 22. května     | Svobodné hanzovní město Brémy | zemské       | SPD               |                         | Aktuálně.cz                                            |
| 22. května     | Španělsko                     | komunální    | PP                |                         | ČT24                                                   |
| 23. května     | Nizozemsko                    | senátní      | VVD               | nepřímé                 | Verkiezingensite                                       |
| 28. května     | Malta                         | referendum   | pro               | legalizace rozvodů      | ČT24 iDnes Lidovky                                     |

## Červen
| Datum          | Země            | Volby        | Vítěz                      | Poznámky                            | Odkazy                                               |
| 2. června      | Lotyšsko        | prezidentské | Andris Bērziņš (ZZS)       | nepřímé                             | Aktuálně.cz                                          |
| 5. června      | Makedonie       | parlamentní  | VMRO-DPMNE                 |                                     | EurActiv Archivováno 10. 6. 2011 na Wayback Machine. |
| 5. června      | Peru            | prezidentské | Ollanta Humala (Gana Perú) | 2. kolo                             | ČT24                                                 |
| 5. června      | Portugalsko     | parlamentní  | PSD                        |                                     | ČT24                                                 |
| 5. června      | Slovinsko       | referendum   | proti                      | schválení důchodové reformy         | Aktuálně.cz                                          |
| 12. června     | Turecko         | parlamentní  | AKP                        |                                     | ČT24                                                 |
| 12.–13. června | Itálie          | referendum   | pro                        |                                     | ČT24                                                 |
| 15. června     | Laos            | prezidentské | Choummaly Sayasone (LPRP)  | nepřímé                             | MySinchew                                            |
| 17.–19. června | Lichtenštejnsko | referendum   | pro                        | zavedení registrovaného partnerství | Abstimmungen                                         |
| 22. června     | Palau           | referendum   | proti                      | legalizace kasin                    | Pacific Islands Report                               |

## Červenec
| Datum        | Země                         | Volby        | Vítěz                        | Poznámky                 | Odkazy         |
| 1. července  | Maroko                       | referendum   | pro                          | schválení ústavních změn | Mediafax       |
| 3. července  | Thajsko                      | parlamentní  | PTP                          |                          | ČT24           |
| 17. července | Svatý Tomáš a Princův ostrov | prezidentské | Manuel Pinto da Costa (nez.) | 1. kolo                  | AED            |
| 23. července | Lotyšsko                     | referendum   | pro                          | rozpuštění parlamentu    | ČN             |
| 25. července | Vietnam                      | prezidentské | Trương Tấn Sang (CPV)        | nepřímé                  | People's Daily |

## Srpen
| Datum     | Země                         | Volby        | Vítěz                        | Poznámky                 | Odkazy                   |
| 7. srpna  | Kapverdy                     | prezidentské | Jorge Carlos Fonseca (MPD)   | 1. kolo                  | Národní volební komise   |
| 7. srpna  | Svatý Tomáš a Princův ostrov | prezidentské | Manuel Pinto da Costa (nez.) | 2. kolo                  | Africká volební databáze |
| 21. srpna | Kapverdy                     | prezidentské | Jorge Carlos Fonseca (MPD)   | 2. kolo                  | Národní volební komise   |
| 23. srpna | Libérie                      | referendum   | proti                        | schválení ústavních změn | Národní volební komise   |
| 26. srpna | Abcházie                     | prezidentské | Alexandr Ankvab (Aitaira)    |                          | ČT24                     |
| 27. srpna | Singapur                     | prezidentské | Tony Tan Keng Yam (nez.)     |                          | Singapore Government     |
| 29. srpna | Estonsko                     | prezidentské | Toomas Hendrik Ilves (nez.)  | nepřímé                  | ČN                       |

## Září
| Datum             | Země                           | Volby        | Vítěz                  | Poznámky              | Odkazy                                                   |
| 4. září           | Meklenbursko-Přední Pomořansko | zemské       | SPD                    |                       | ČRo                                                      |
| 11. září          | Guatemala                      | prezidentské | Otto Pérez Molina (PP) | 1. kolo               | Tribunal Supremo Electoral                               |
| 11. září          | Guatemala                      | parlamentní  | PP                     |                       | El Periodico Archivováno 2. 11. 2012 na Wayback Machine. |
| 12. září          | Norsko                         | komunální    | Ap                     |                       | ČRo                                                      |
| 15. září          | Dánsko                         | parlamentní  | Venstre                |                       | EurActiv Archivováno 21. 11. 2011 na Wayback Machine.    |
| 17. září          | Lotyšsko                       | parlamentní  | SC                     |                       | ČT24 Lidovky iDnes                                       |
| 18. září          | Lichtenštejnsko                | referendum   | proti                  | legalizace interrupcí | ČN                                                       |
| 18. září          | Berlín                         | zemské       | SPD                    |                       | ČT24 Lidovky iDnes                                       |
| 20. září          | Zambie                         | parlamentní  | PF                     |                       | Volební komise Zambie                                    |
| 20. září          | Zambie                         | prezidentské | Michael Sata (PF)      |                       | Volební komise Zambie                                    |
| 24. září          | Spojené arabské emiráty        | parlamentní  | nestraníci             |                       | Wikizprávy                                               |
| 24. září          | Bahrajn                        | parlamentní  |                        | doplňovací (18 ze 40) |                                                          |
| 25. září          | Francie                        | senátní      | PS                     |                       | Mdiafax                                                  |
| 29. září          | Man                            | parlamentní  | nezávislí              |                       | Vote2011                                                 |
| 29. září          | Saúdská Arábie                 | komunální    | nestraníci             |                       |                                                          |
| 29. září–1. října | Seychely                       | parlamentní  | Lidová strana          |                       | Africká volební databáze                                 |

## Říjen
| Datum         | Země                    | Volby        | Vítěz                                     | Poznámky     | Odkazy                      |
| 3. října      | Ostrov prince Edvarda   | regionální   | LPC/PLC                                   |              | Election Almanac            |
| 3. října      | Severozápadní teritoria | regionální   | nestraníci                                |              | Elections NWT               |
| 4. října      | Manitoba                | regionální   | NDP/NPD                                   |              | Elections Manitoba          |
| 6. září       | Ontario                 | regionální   | LPC/PLC                                   |              | Elections Ontario           |
| 9. října      | Polsko                  | parlamentní  | PO                                        |              | ČT24 iDnes Lidovky          |
| 9. října      | Madeira                 | parlamentní  | PSD                                       |              | Regionais[nedostupný zdroj] |
| 9. října      | Kamerun                 | prezidentské | Paul Biya (RDPC)                          |              | Africká volební databáze    |
| 9. října      | Paraguay                | referendum   | pro                                       |              | Justicia Electoral          |
| 11. září      | Newfoundland a Labrador | regionální   | PC                                        |              | CBC News                    |
| 11. září      | Yukon                   | regionální   | Strana Yukonu                             |              | Elections Yukon             |
| 11. října     | Libérie                 | prezidentské | Ellen Johnsonová-Sirleafová (UP)          | 1. kolo      | ČRo                         |
| 11. října     | Libérie                 | parlamentní  | UP                                        |              |                             |
| 15. října     | Omán                    | parlamentní  | nestraníci                                |              | BlízkýVýchod.eu             |
| 16. října     | Bolívie                 | soudní       |                                           |              |                             |
| 16. října     | Alandy                  | parlamentní  | Alandský střed                            |              | JCI Mariehamn               |
| 21./28. října | Kiribati                | parlamentní  | nestraníci                                |              |                             |
| 23. října     | Argentina               | parlamentní  | FPV                                       |              |                             |
| 23. října     | Argentina               | prezidentské | Cristina Fernándezová (FPV-PJ)            |              | ČN                          |
| 23. října     | Švýcarsko               | federální    | SVP/UDC                                   |              | ČRo                         |
| 23. října     | Bulharsko               | prezidentské | Rosen Plevneliev (GERB)                   | 1. kolo      | Deník                       |
| 23. října     | Tunisko                 | parlamentní  | Ennahda                                   |              | ČT24                        |
| 27. října     | Irsko                   | prezidentské | Michael D. Higgins (Labouristická strana) |              | Týden                       |
| 27. října     | Irsko                   | referendum   | pro, proti                                | změny ústavy | Referendum 2011             |
| 29. října     | Faerské ostrovy         | parlamentní  | Unionistická strana                       |              | Kringvarp Føroya            |
| 30. října     | Kyrgyzstán              | prezidentské | Almazbek Atambajev (SDPK)                 |              | iDnes                       |
| 30. října     | Bulharsko               | prezidentské | Rosen Plevneliev (GERB)                   | 2. kolo      | ČN                          |

## Listopad
| Datum                     | Země                           | Volby        | Vítěz                            | Poznámky                                        | Odkazy                                                         |
| 6. listopadu              | Guatemala                      | prezidentské | Otto Pérez Molina (PP)           | 2. kolo                                         | První zprávy ČT24                                              |
| 6. listopadu              | Nikaragua                      | prezidentské | Daniel Ortega (FSLN)             |                                                 | ČT24                                                           |
| 6. listopadu              | Nikaragua                      | parlamentní  | FSLN                             |                                                 | CSE                                                            |
| 7. listopadu              | Saskatchewan                   | regionální   | Strana Saskatchewanu             |                                                 | Election Almanac                                               |
| 7. listopadu              | Britské Panenské ostrovy       | parlamentní  | NDP                              |                                                 | BVI Platinum News Archivováno 12. 11. 2011 na Wayback Machine. |
| 8. listopadu              | Spojené státy americké         | guvernérské  | 2 R, 2 D                         | 4 z 50                                          |                                                                |
| 8. listopadu              | Libérie                        | prezidentské | Ellen Johnsonová-Sirleafová (UP) | 2. kolo                                         | ČT24                                                           |
| 13. listopadu             | Rovníková Guinea               | referendum   | pro                              | změna ústavy                                    | Africká volební databáze                                       |
| 13. listopadu             | Jižní Osetie                   | prezidentské | Anatolij Bibilov (-)             | 1. kolo                                         | Aktuálně.cz                                                    |
| 13. listopadu             | Jižní Osetie                   | referendum   | pro                              | ustanovení osetštiny a ruštiny za úřední jazyky | Aktuálně.cz                                                    |
| 20. listopadu             | Španělsko                      | parlamentní  | PP                               |                                                 | ČT24 iDnes Lidovky                                             |
| 21. listopadu             | Marshallovy ostrovy            | parlamentní  | nestraníci                       |                                                 |                                                                |
| 24. listopadu             | Gambie                         | prezidentské | Yahya Jammeh (APRC)              |                                                 | PressEXPRESS.eu                                                |
| 25. listopadu             | Maroko                         | parlamentní  | PJD                              |                                                 | Mediafax ČRo Aktuálně.cz                                       |
| 26. listopadu             | Nový Zéland                    | všeobecné    | NZNP                             |                                                 | Mediafax Aktuálně.cz                                           |
| 26. listopadu             | Nový Zéland                    | referendum   | pro zachování systému MMP        | změna volebního systému                         | Elections New Zealand                                          |
| 27. listopadu             | Jižní Osetie                   | prezidentské | Alla Džiojevová                  | 2. kolo, výsledky zrušil soud                   | ČT24 Aktuálně.cz                                               |
| 28. listopadu/5. prosince | Egypt                          | parlamentní  | FJP                              | 1. fáze                                         | ČT24 iDnes Lidovky PressEXPRESS.eu                             |
| 28. listopadu             | Konžská demokratická republika | prezidentské | Joseph Kabila (nez.)             |                                                 | ČT24                                                           |
| 28. listopadu             | Konžská demokratická republika | parlamentní  |                                  |                                                 |                                                                |
| 28. listopadu             | Guyana                         | parlamentní  | PPP                              |                                                 | PressExpress Deník[nedostupný zdroj]                           |
| 28. listopadu             | Svatá Lucie                    | parlamentní  | SLP                              |                                                 | Carribean Elections                                            |

## Prosinec
| Datum                     | Země              | Volby            | Vítěz | Poznámky | Odkazy                                          |
| 4. prosince               | Chorvatsko        | parlamentní      | Kukuriku |          | ČT24 iDnes Lidovky                              |
| 4. prosince               | Slovinsko         | parlamentní      | LZJ-PS |          | ČT24 iDnes Aktuálně.cz                          |
| 4. prosince               | Rusko             | parlamentní      | Jednotné Rusko |          | ČT24 iDnes Lidovky                              |
| 8. prosince               | Gibraltar         | parlamentní      | GSLP/GLP |          | ČRo                                             |
| 11. prosince              | Pobřeží slonoviny | parlamentní      | RDR |          | PressExpress                                    |
| 11. prosince              | Podněstří         | prezidentské     | Jevgenij Vasiljevič Ševčuk (nez.) | 1. kolo  | Aktuálně.cz                                     |
| 12. prosince              | Tunisko           | prezidentské     | Munsif Marzúkí (CPR) | nepřímé  | IHNED.cz                                        |
| 14. prosince              | Švýcarsko         | do Spolkové rady | Doris Leuthardová (CVP) Eveline Widmerová-Schlumpfová (BDP) Ueli Maurer (SVP) Didier Burkhalter (FDP) Simonetta Sommarugaová (SP) Johann Schneider-Ammann (FDP) Micheline Calmyová-Reyová (SP) | nepřímé  | ČRo Archivováno 29. 3. 2020 na Wayback Machine. |
| 14. prosince/21. prosince | Egypt             | parlamentní      | FJP | 2. fáze  | ČT24PressEXPRESS.eu                             |
| 17. prosince              | Gabon             | parlamentní      | PDG |          | PressEXPRESS.eu                                 |
| 25. prosince              | Podněstří         | prezidentské     | Jevgenij Vasiljevič Ševčuk (nez.) | 2. kolo  | Aktuálně.cz                                     |
| 29. prosince              | Jamajka           | parlamentní      | PNP |          | Týden                                           |